# Matthias Phaëton
Matthias Phaëton (ur. 8 stycznia 2000 w Colombes) – gwadelupski piłkarz grający na pozycji napastnika w klubie CSKA Sofia oraz reprezentacji Gwadelupy. 

## Kariera
Większość swojej kariery spędził we Francji. Występował w drużynach: Brest II, EA Guingamp czy Grenoble. Od 2023 reprezentuje barwy CSKA Sofia.
Grał w młodzieżowych drużynach Francji. W 2021 zdecydował się reprezentować Gwadelupę. W kadrze zadebiutował 23 czerwca 2021 w meczu z Martyniką. Pierwszą bramkę zdobył 3 lipca 2021 przeciwko Bahamom.Znalazł się w kadrze na Złoty Puchar CONCACAF 2021 i 2023.